# Българска коприна (списание)
„Българска коприна“ е списание за кооперативно бубарство и копринарство.
Излиза във Враца веднъж месечно в периода от 1937 до 1942 г.
В него се поместват материали, свързани с черничарството, производството на бубено семе, бубохраненето, третирането на пашкулите, свилоточенето, използването на копринени отпадъци, копринотъкачеството (промишлено и домашно).
Списанието се редактира от Тодор Душев. Отпечатва се в печатниците „Ст. Цеков“, „Апостолов-Ангелов“ и Централна печатница във Враца.